# Ovidiu Ionescu
Ovidiu Ionescu (Buzău, 28 de junio de 1989) es un jugador de tenis de mesa rumano.
En 2019 obtuvo la medalla de plata en el Campeonato Mundial de Tenis de Mesa de 2019 en la competición de dobles masculina, en la que participó junto al español Álvaro Robles.

## Palmarés internacional
| Campeonato Mundial | Campeonato Mundial | Campeonato Mundial | Campeonato Mundial   |
| Año                | Lugar              | Medalla            | Prueba               |
| ------------------ | ------------------ | ------------------ | -------------------- |
| 2019               | Budapest           | Medalla de plata   | Dobles masculino     |
| Campeonato Europeo |                    |                    |                      |
| Año                | Lugar              | Medalla            | Prueba               |
| 2012               | Buzău              | Medalla de bronce  | Dobles mixto         |
| 2016               | Budapest           | Medalla de bronce  | Dobles mixto         |
| 2018               | Alicante           | Medalla de plata   | Individual masculino |
| 2022               | Múnich             | Medalla de plata   | Dobles mixto         |
| Juegos Europeos    |                    |                    |                      |
| Año                | Lugar              | Medalla            | Prueba               |
| 2019               | Minsk              | Medalla de plata   | Dobles mixto         |